# 陳氏鸚竺鯛
陳氏鸚竺鯛（学名：Ostorhinchus cheni），又稱陳氏天竺鯛，俗名大目側仔，为輻鰭魚綱鈎頭魚目天竺鲷科鸚竺鯛的其中一種。

## 分布
本魚分布于西北太平洋區，包括台湾及日本琉球群島海域。该物种的模式产地在琉球群岛。

## 深度
水深70至100公尺。

## 特徵
本魚體延長而側扁，眼大，口大略下位。體呈淡紅色，各鰭為深紅色； 體側具2條暗色又狹窄的縱紋。第一背鰭的上半部黑色的； 在第二背鰭棘與胸鰭基底之間的一個小的黑色斑點。尾柄中央具有一個黑色的斑點與瞳孔一樣大或略大。前鰓蓋骨具微弱地鋸齒狀的邊緣。背鰭硬棘8枚；背期軟條9枚；臀鰭硬棘2枚；臀鰭軟條8枚；脊椎骨24個，體長可達13公分。

## 生態
本魚棲息於向海的岩礁區，白天躲藏於岩盤下，夜間出來覓食，屬肉食性，以多毛類或其它底棲甲殼類為食。繁殖期時，雄魚具有口孵習性，卵約7日化成仔魚，由雄魚吐出，具短暫的仔魚飄浮期。

## 經濟利用
可食用，但多做為下雜魚處理。

## 扩展阅读
維基物種上的相關：陈氏天竺鲷